# Guido Carlesi
Guido Carlesi (Collesalvetti, 7 november 1936 – Pisa, 2 oktober 2024) was een Italiaans wielrenner. Vanwege zijn uiterlijke gelijkenissen met Fausto Coppi werd hij Coppino (kleine Coppi) genoemd.

## Belangrijkste overwinningen
1956
- Tour des Alpes Apuanes

1957
- 1e etappe Ronde van Romandië

1958
- 13e etappe Ronde van Italië

1960
- Ronde van Reggio Calabria
- Trofeo Longines
- 1e etappe Vierdaagse van Duinkerken

1961
- 11e etappe Tour de France
- 15e etappe Tour de France

1962
- 13e etappe Ronde van Italië
- 21e etappe Ronde van Italië
- Ronde van Toscane
- Sassari-Cagliari
- 1e etappe Ronde van Sardinië
- 4e etappe Parijs-Nice

1963
- 4e etappe Ronde van Italië
- 20e etappe Ronde van Italië
- GP Cemab

1965
- 3e etappe Ronde van Zwitserland
- 7e etappe Ronde van Zwitserland
- 2e etappe Ronde van Italië
- 11e etappe Ronde van Italië

## Resultaten in voornaamste wedstrijden
| Jaar | Ronde van Italië | Ronde van Frankrijk | Ronde van Spanje |
| ---- | ---------------- | ------------------- | ---------------- |
| 1957 | 23e              |                     |                  |
| 1958 | 31e (1)          |                     | opgave           |
| 1959 | 8e               |                     |                  |
| 1960 | 6e               |                     |                  |
| 1961 | 5e               | ↑ (2)               |                  |
| 1962 | 9e (2)           | 19e                 |                  |
| 1963 | 8e (2)           | opgave              |                  |
| 1964 | 11e              |                     |                  |
| 1965 | 36e (2)          |                     |                  |
| 1966 |                  | buiten tijd         |                  |

| Jaar | Milaan-San Remo | Parijs-Roubaix | Ronde van Lombardije |  | WK op de weg |  | Wereldranglijsten |
| ---- | --------------- | -------------- | -------------------- |  | ------------ |  | ----------------- |
| 1957 | 17e             |                |                      |  |              |  |                   |
| 1958 | 10e             |                | 27e                  |  |              |  |                   |
| 1959 | 27e             |                | 21e                  |  |              |  |                   |
| 1960 |                 |                |                      |  |              |  |                   |
| 1961 | 37e             |                |                      |  |              |  | 8e (SPP)          |
| 1962 | 7e              | 10e            | 25e                  |  | 32e          |  |                   |
| 1963 |                 |                |                      |  |              |  |                   |
| 1964 | 92e             |                |                      |  |              |  |                   |
| 1965 |                 |                |                      |  |              |  |                   |
| 1966 | 104e            |                |                      |  |              |  |                   |